# Kasteel Remaks

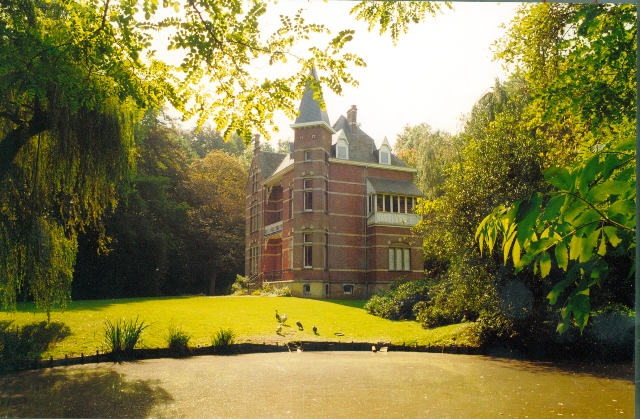
Kasteel Remaks

Het Kasteel Remaks is een kasteel in de tot de Vlaams-Brabantse gemeente Diest behorende plaats Molenstede, gelegen aan de Bosmansstraat 15, 20-22.

## Geschiedenis
In 1610 werd voor het eerst een hoeve vermeld op deze plaats. In 1765 werd deze aangekocht door Martinus Ramax. In 1823 werd het domein vermeld als Remax hoef. Enkele kleine gebouwen werden aangeduid als speelhuis en waren bezit van Jean-Baptiste 's Jongers. In 1869 werd het goed van 25 ha inclusief hoeve en speelhuis verkocht aan Eugène de Zerezo de Téjada die in 1871 tot baron werd verheven.
Het goed ging over op Adolf Verstappen, en deze liet in 1909 een nieuw kasteel bouwen in neotraditionele stijl met baksteen en zandstenen speklagen. Kenmerkend is een slank hoektorentje. Het kasteel en de hoeve, welke een 19e-eeuws uitzicht heeft, worden omringd door een landschapspark van 3 ha.